# Franz Böheim
Franz Böheim (Vienna, 24 giugno 1909 – Vienna, 24 marzo 1963) è stato un attore austriaco.

## Biografia
Dopo essersi diplomato, ha studiato tedesco e teatro all'Università di Vienna e all'Accademia per la musica e le arti interpretative di Vienna. Dal 1928 suonò al Volkstheater di Vienna, dal 1938 al 1953 al Teatro di Josefstadt e dal 1953 al Volksoper. Si esibì anche nel cabaret viennese ABC.
Nel 1951 partecipa al Festival di Salisburgo, dal 1955 lavora al Burgtheater di Vienna, dal 1959 di nuovo al Volksoper di Vienna. Franz Böheim assunse anche ruoli minori in produzioni cinematografiche tedesche e austriache. Anche i suoi fratelli minori Carlo Böhm e Alfred Böhm furono attori di successo.
Franz Böheim morì nel suo appartamento a causa di un infarto, la sua tomba si trova nel cimitero Grinzinger di Vienna (gruppo 3, numero 5).

## Filmografia

### Cinema
- Lumpacivagabundus, regia di Géza von Bolváry (1936)
- Millionäre, regia di Karlheinz Martin (1937)
- Canzone immortale (Unsterblicher Walzer), regia di E. W. Emo (1939)
- Anton, der Letzte, regia di E. W. Emo (1939)
- Ein Bombengeschäft, regia di Karl Leiter - cortometraggio (1939)
- Vecchia Vienna (Der liebe Augustin), regia di E. W. Emo (1940)
- Desiderio d'amore (So gefällst Du mir), regia di Hans Thimig (1941)
- Il gioco del destino (Dreimal Hochzeit), regia di Géza von Bolváry (1941)
- Vienna 1800 (Brüderlein fein), regia di Hans Thimig (1942)
- Non ti lascio più (Späte Liebe), regia di Gustav Ucicky (1943)
- Schwarz auf Weiß, regia di E. W. Emo (1943)
- In flagranti, regia di Hans Schweikart (1944) - non accreditato
- Cuori che cantano (Schrammeln), regia di Géza von Bolváry (1944)
- Die goldene Fessel, regia di Hans Thimig (1944)
- Das Herz muß schweigen, regia di Gustav Ucicky (1944)
- Die Fledermaus, regia di Géza von Bolváry (1946)
- Der weite Weg, regia di Eduard Hoesch (1946)
- Am Ende der Welt, regia di Gustav Ucicky (1947)
- Seine einzige Liebe, regia di Emmerich Hanus (1947)
- Il processo (Der Prozeß), regia di Georg Wilhelm Pabst (1948)
- Gottes Engel sind überall, regia di Hans Thimig (1948)
- Valzer celeste (Der himmlische Walzer), regia di Géza von Cziffra (1948)
- Vagabondi dell'amore (Vagabunden), regia di Rolf Hansen (1949)
- Höllische Liebe, regia di Géza von Cziffra (1949)
- Mein Freund, der nicht nein sagen konnte, regia di Alfred Stöger (1949)
- Der Seelenbräu, regia di Gustav Ucicky (1950)
- Der Teufel führt Regie, regia di Kurt Meisel (1951)
- The Wonder Kid, regia di Karl Hartl (1951)
- Wiener Walzer, regia di Emil E. Reinert (1951)
- Abenteuer in Wien, regia di Emil E. Reinert (1952)
- Danzerò con te tra le stelle (Hannerl: Ich tanze mit Dir in den Himmel hinein), regia di Ernst Marischka (1952)
- Die Todesarena, regia di Kurt Meisel (1953)
- Der Feldherrnhügel, regia di Ernst Marischka (1953)
- Hab' ich nur deine Liebe, regia di Eduard von Borsody (1953)
- Ein Haus voll Liebe, regia di Hans Schweikart (1954)
- An der schönen blauen Donau, regia di Hans Schweikart (1955)
- Ehesanatorium, regia di Franz Antel (1955)
- Mozart, regia di Karl Hartl (1955)
- La principessa Sissi (Sissi), regia di Ernst Marischka (1955)
- ...und wer küßt mich?, regia di Max Nosseck (1956)
- Sissi - La giovane imperatrice (Sissi - Die junge Kaiserin), regia di Ernst Marischka (1956)
- K. und k. Feldmarschall, regia di E. W. Emo (1956)
- Ober zahlen, regia di E. W. Emo (1957)
- Scherben bringen Glück, regia di Ernst Marischka (1957)
- Die Lindenwirtin vom Donaustrand, regia di Hans Quest (1957)
- Eva küßt nur Direktoren, regia di Rudolf Jugert (1958)
- Un posto in paradiso (Der veruntreute Himmel), regia di Ernst Marischka (1958)
- Il bravo soldato Schwejk (Der brave Soldat Schwejk), regia di Axel von Ambesser (1960) - non accreditato
- Der Bauer als Millionär, regia di Alfred Stöger e Rudolf Steinboeck (1961)

### Televisione
- Die Fledermaus, regia di Erich Neuberg e Oscar Fritz Schuh - film TV (1956)
- Das Spiel vom lieben Augustin, regia di Hermann Lanske - film TV (1960)
- Der gutmütige Teufel oder Die Geschichte vom Bauern und der Bäuerin, regia di Bernhard Thieme - film TV (1961)
- Kleines bezirksgericht, regia di Wolfgang Glück - film TV (1961)
- Paganini, regia di Theodor Grädler - film TV (1961)
- Der Färber und sein Zwillingsbruder, regia di Erich Neuberg e Josef Meinrad - film TV (1961)
- Don Pasquale, regia di Karl O. Koch - film TV (1962)
- Der Mustergatte, regia di Hans Hollmann - film TV (1963)
- Das Hemd des Glücklichen, regia di Peter Dörre - film TV (1963)
- Der Bockerer, regia di Michael Kehlmann - film TV (1963)
- Der Bauer als Millionär, regia di Kurt Wilhelm - film TV (1963)